# Cephalopentandra
Cephalopentandra (лат.) (возможное русскоязычное название — Цефалопентандра) — род растений семейства Тыквенные (Cucurbitaceae), произрастающий на территории Эфиопии, Кении, Сомали, Уганды. Включает один вид — Cephalopentandra ecirrhosa.

## Название
Родовое латинское (научное) название Cephalopentandra происходит от греческих слов kephale - «голова», penta - «пять» и ander, andros, что обозначает «мужчина». Название связано с группой тычинок, которые были ошибочно указаны в протологе в количестве 5 штук.
Видовой латинский эпитет ecirrhosa означает «без усиков».

## Ботаническое описание
Cephalopentandra ecirrhosa — необычное многолетнее листопадное растение, которое может достигать высоты до 1 м. Его каудекс имеет вытянутую коническую форму, диаметром до 20-60 см и массой более 10 кг. Поверхность каудекса бороздчатая, текстурированная, с многочисленными бугорками, покрытыми темно-зеленой и бледной бумажно-шелушащейся корой.
Однолетние стебли растения числом от 1 до нескольких, лиановидные взбирающиеся, длиной до 1 м. Голые, у основания утолщающиеся и одревесневающие, с тонкой коричневатой бумажной корой.
Листья почти сидячие, простые, с разнообразными очертаниями, от эллиптически-сердцевидных до яйцевидно-треугольных, могут быть слегка заостренными на конце. Размеры 30-90 мм длиной, 40-70 (-120) мм шириной, от темно-зеленого до сизоватого цвета. Черешок листа - 2-15 мм.
Цветки растения желтые или кремовые. Растение является двудомным видом. Мужские цветки одиночные или парные, с цветоносами 1,7-2,5 см. Гипантии мужских цветков снизу цилиндрические, сверху расширенные и колокольчатые, 7—10 мм в длину. Чашелистики треугольно-ланцетные, 2-3 мм длиной. Лепестки бледные или зеленовато-желтые, сросшиеся в нижней части, 12—28 мм длиной, 8— 13 мм шириной. Тычинок 3, свободные. Женские цветки одиночные, длиной 10–19 мм, с цветоносами шириной 9-10 мм. Гипантий женских цветков цилиндрический, около 7 мм длиной, с чашелистиками и лепестками, аналогичными мужским цветкам.
Плоды эллипсовидные, длиной 80 мм и диаметром 40 мм. Сначала зеленые с более светлыми полосами или отметинами, при созревании становятся оранжево-красными, ровные и голыми. Плодоножка 0,7–2,5 см длиной. Семена растения многочисленные, размером 6 х 5 х 2 мм, черные, шероховатые с мелкими округлыми выпуклостями.

## Таксономия
Cephalopentandra Chiov., первое упоминание в Fl. Somala 1: 187 (1929).

### Виды
Согласно данным сайта «Список растений Мировой флоры онлайн» на июнь 2023 года, род состоит из 1 вида:
- Cephalopentandra ecirrhosa (Cogn.) C.Jeffrey

#### Синонимы (вида)[6]
- Cephalopentandra obbiadensis Chiov.
- Coccinia ecirrhosa Cogn.
- Coccinia obbiadensis (Chiov.) Cufod.
- Coccinia quercifolia Hutch. & E.A.Bruce